# G2p
G2P è l'abbreviazione del termine Google To Peer, derivato dal termine p2p. Identifica quell'azione tramite la quale utilizzando stringhe particolari di ricerca con Google, è possibile accedere a directory aperte nel web con la conseguente possibilità di download di file. Il G2P è anche conosciuto con il termine webbits.

## Utilizzi
Quando risulta impossibile l'utilizzo di programmi peer-to-peer, come nel caso di sottoreti che non permettono l'accesso diretto ad internet, il g2p permette di accedere a file di cui si rivela necessaria la consultazione. 
L'esempio che segue è relativo ad una ipotetica necessità di accedere al file della "Nona sinfonia in Re minore Op.125" di Beethoven, senza l'utilizzo di programmi p2p.
Scrivendo nella barra dell'indirizzo del browser la stringa 

 https://www.google.com/search?q=++intitle%3Aindex.of+intext%3A%28mp3%7Cwma%7Crm%7Cwav%29+last.modified+-htm+-html+-php+9+sinfonie+beethoven&qfront=sinfonie+beethoven&fileroot=+intitle%3Aindex.of+intext%3A%28mp3%7Cwma%7Crm%7Cwav%29+last.modified+-htm+-html+-php  , Google restituirà tutte le directory aperte che contengono file musicali e le parole "sinfonie" e "Beethoven".

## Funzionamento
Non tutti gli utenti che utilizzano uno spazio web riescono a impostare correttamente i permessi di lettura dei file e delle cartelle; così durante l'indicizzazione, sistematica e automatica, di Google delle pagine web, il motore di ricerca include anche quelle cartelle e quei file che l'utente non ha impostato come nascosti.
La percentuale degli utenti che involontariamente rendono accessibili i loro documenti è prossima allo 0, ma l'elevatissimo numero di utenti della rete rende elevato il numero dei file disponibili con questo sistema.